# Felipe Vallese
Felipe Vallese (Buenos Aires, 1940 — San Martín, 1962) était un ouvrier métallurgiste et dirigeant syndical argentin.
Fils d’immigrés italiens, employé comme ouvrier dans une tréfilerie de la banlieue de Buenos Aires, Felipe Vallese se révéla bientôt, sous le gouvernement constitutionnel de Frondizi et en pleine période de proscription du péronisme, comme un militant actif membre du très combattif syndicat péroniste de métallos UOM et fut l’un des cofondateurs de l’organisation Jeunesse péroniste (JP). Le 23 août 1962, sous la dictature de Guido, dans le cadre d’une opération policière consécutive au meurtre de deux policiers dont étaient soupçonnés des membres de la JP, Vallese ainsi que d’autres militants fut interpellé nuitamment par une escouade de policiers en civil et emmené au commissariat, où les policiers le torturèrent à mort et firent ensuite disparaître son cadavre, qui ne fut jamais retrouvé. Malgré les articles de presse et les témoignages accablants, notamment d’autres détenus, les autorités officielles ne sauront qu’opposer des dénégations aux réclamations des milieux syndicaux et de la famille. Le commissaire Juan Fiorille, qui commandait les policiers concernés et fut dénoncé en tant que tel par des enquêtes journalistiques, devait en 1974 rejoindre la Triple A, puis, après le putsch de 1976, offrir ses services à la dictature militaire en tant que directeur d’un centre clandestin de détention à La Plata. Felipe Vallese fut l’un des premiers desaparecidos de l’histoire de l’Argentine et devint une figure emblématique de la Résistance péroniste.

## Biographie

### Origines et jeunes années
Felipe Vallese naquit en 1940 à Flores, quartier de la proche banlieue ouest de Buenos Aires. Son père, Luis Vallese, immigrant italien, patron d’un magasin de légumes, était affilié au MPE (Mouvement péroniste des étrangers). Quand Felipe Vallese était encore un jeune enfant, sa mère dut être internée dans une institution pour aliénés mentaux ; le père, incapable de prendre en charge l’éducation de son fils cadet, décida de le mettre, de ses neuf ans jusqu’à ses treize ans, en pension dans une sorte d’orphelinat à Mercedes, dans la province de Corrientes. De retour à Buenos Aires, Felipe assista son père dans le magasin, aux côtés de son frère aîné Ítalo. À un certain moment, quand la situation économique de la famille fut devenue difficile, le garçon retourna à Corrientes pour y travailler à la récolte du coton et du lin.

### Contexte politique
Le gouvernement de Frondizi (1958-1962) se caractérisa par une grande instabilité institutionnelle et fut émaillé d’une série de crises successives, de différents projets de coups d’État militaires, et de grèves incessantes organisées par la CGT en réaction au grignotage progressif des droits de la classe ouvrière, provoquant à son tour une répression croissante du gouvernement contre le mouvement péroniste. 
En 1962, dernière année du gouvernement de Frondizi, son ministre de l’Intérieur Alfredo Vítolo signa un document avec les militaires garantissant que Perón ne serait pas autorisé à rentrer en Argentine. L’on avait appris en effet qu’en vue du scrutin du 18 mars de cette année, le binôme (duo de candidats) que le péronisme allait présenter dans la province de Buenos Aires serait composé d’une part d’Andrés Framini, dirigeant ouvrier et péroniste  historique, choisi par Perón, comme candidat au poste de gouverneur provincial, et d’autre part de Perón lui-même comme candidat suppléant. Fin janvier, Vítolo, rejoint par le juge électoral Leopoldo Isaurralde, ouvertement frondiciste, annonça que le gouvernement rejetterait la candidature de Perón, au motif que celui-ci ne résidait pas en Argentine, ne figurait pas sur les listes électorales et était un fugitif de la justice ; le cardinal Antonio Caggiano jugea bon en outre de rappeler que l’excommunication prononcée contre Perón restait toujours en vigueur. 
Ce nonobstant, la population de la province de Buenos Aires élut pour son gouverneur Andrés Framini, qui s’était finalement associé, sous l’étiquette de l’Unión Popular, à Marcos Anglada comme candidat vice-gouverneur ― succès politique le plus important obtenu par le péronisme depuis 1955, puisqu’il démontrait que le péronisme continuait d’être majoritaire en Argentine, était animé d’une volonté inébranlable et se refusait aux accommodements. 
À la mi-mars 1962, la Résistance péroniste commit une série d’attentats contre des objectifs économiques dans l’intérieur du pays, dont notamment l’incendie de plusieurs réservoirs de pétrole de la Shell à Córdoba. Le gouvernement de Frondizi, mettant strictement en application son Plan de Conmoción Interna del Estado (en abrégé CONINTES), fit mettre en détention plus de 3500 personnes, pour la plupart des péronistes, qui pourtant avaient en 1958 concouru par leur vote à la victoire électorale du président qui à présent les persécutait et les emprisonnait. Au mois d’août fut déclenchée par la CGT une grève générale de 48 heures.
Les forces armées reclamèrent la proscription du péronisme, la constitution d’un nouveau cabinet ministériel et l’expulsion d’Argentine de Rogelio Frigerio. Aramburu pour sa part « conseillait » de limoger Frondizi, et le commandant en chef de l’armée de terre, le général Raúl Poggi, lui demandera effectivement de remettre sa démission. Le 27 mars, le président, bien qu’il eût déclaré « Je ne me suiciderai pas, je ne démissionnerai pas et je n’abandonnerai pas le pays », remit néanmoins, face au mouvement de troupes, sa démission deux jours plus tard, fut arrêté à Olivos et relégué à l’île Martín García. Lui succédera le 30 mars José María Guido, obscur législateur du Río Negro et jusque-là président du Sénat. Homme de paille des militaires, Guido annule le 24 avril les élections remportées par le péronisme. Le 24 juillet, un décret du l’exécutif interdisait le prosélytisme péroniste, l’exhibition propagandiste de photographies, ainsi que les marches péronistes,. 
Pendant ces quelques années, la résistance peroniste, lancée dès l’année 1955, se trouvait à son apogée et avait acquis une notoriété publique par les mobilisations massives dont elle s’était révélée capable, en particulier contre les contrats pétroliers et la fermeture des installations frigoriques Lisandro de la Torre à Buenos Aires. De son exil, Perón aiguillonnait non seulement les mobilisations, mais aussi tout type d’attentats destinés à déstabiliser quelque projet politique que ce fût conçu par les militaires et les civils qui l’avaient renversé.

### Militantisme syndical
En 1957, Felipe Vallese fréquentait des cours d’enseignement secondaire du soir et gagnait sa vie comme opérateur de machines dans la tréfilerie TEA (Transfilación y Esmaltación de Alambres). L’année suivante, alors âgé de 18 ans, il fut élu délégué syndical pour l’UOM (Union ouvrière métallurgique), le syndicat le plus représentatif de la résistance péroniste de ces années-là. En février 1958, il désobéit, comme plusieurs autres de ses camarades, à la consigne de Perón de faire élire Arturo Frondizi à la présidence, préférant voter blanc. Cette même année, il participa aux mobilisations étudiantes en faveur de l’enseignement laïc et contre l’enseignement libre, et finit par être expulsé du collège. La même année encore, pour avoir organisé une grève, il fut incarcéré à la prison de Caseros, puis sera de nouveau arrêté en janvier 1959, pour avoir marqué son soutien aux grévistes de l’usine frigorifique Lisandro de la Torre, dans le quartier portègne de Mataderos, et expédié cette fois sur un navire-prison de la marine avec d’autres dirigeants syndicaux plus anciens, comme Sebastián Borro et Armando Cabo,. L’avocat Fernando Torres, attaché depuis 1954 à l’UOM, fit à lui seul valoir quelque 2500 habeas corpus. Parmi les jeunes militants détenus et condamnés à la prison figuraient également les noms de Dardo Cabo, Carlos Alberto Burgos, Gustavo Rearte, Tuli Ferrari, Héctor Spina, Jorge Rulli et Envar El Kadri ; ceux-ci deviendront presque tous au fil du temps des personnalités historiques de la Jeunesse péroniste et seront associés à sa période la plus combattive. 
En avril 1959, des représentants des différentes sections de jeunesses péronistes tinrent une assemblée générale dans les locaux du Syndicat des employés de pharmacie, mis à la disposition par Jorge Di Pascuale, le jeune dirigeant du syndicat, alors âgé de 27 ans. De cette réunion émergea le Comité exécutif de la Jeunesse péroniste (Mesa Ejecutiva de la Juventud Peronista), duquel faisaient partie Gustavo Rearte et son frère, Héctor Spina, Mario (« Tito ») Bevilacqua, Tuli Ferrari et Felipe Vallese.
Le journaliste Rogelio Alaniz souligne :

« Faire profession de militant péroniste en ces années de proscription et de persécutions signifiait adopter des méthodes de lutte qui incluaient le caño (attentats à la bombe) et des opérations agressives d’agitation et de propagande. Felipe Vallese n’était pas un jeune ingénu ou un délégué syndical routinier qui, à un certain moment, sans que personne sût comment ou pourquoi, fut détenu par une police prépotente et barbare. Tout au contraire, c’était un militant convaincu par la cause qu’il défendait, un jeune qui avait fait de l’activisme syndical et politique la cause principale de sa vie et un dirigeant de jeunesse qui préfigurait par son militantisme ce qui dix années plus tard serait qualifié par Perón lui-même de jeunesse merveilleuse. »

Ítalo Vallese, frère de Felipe, a relaté que le jeune homme ainsi que d’autres jeunes militants qui se réunissaient au Syndicat des travailleurs de la chaussure, rue Yatay, étaient surveillés par le service de renseignements SIDE (Secretaría de Informaciones del Estado), encore peu connu dans ces années-là. L’on connaissait mieux en revanche la Coordinación Federal, organisme politique de répression relevant de la Police fédérale, qui avait coutume d’appliquer comme méthode de torture contre les militants péronistes la dénommée parrilla (gril), consistant à allonger la victime sur les ressorts de fer d’un lit, de la mouiller puis de lui administrer des décharges électriques. 
Le 7 juillet 1962, un peu plus d’un mois avant l’ultime arrestation de Vallese, deux sergents de la police de la province de Buenos Aires perdirent la vie dans une fusillade survenue dans un atelier de batteries d’automobile. La police désigna Alberto Rearte, de la Juventud Peronista, comme l’auteur des assassinats et se mirent à sa recherche. Comme ils savaient que Vallese était l’un de ses amis, ils voulurent s’en prendre à celui-ci également.

### Arrestation
Quand il fut enlevé par une escouade d’une dizaine de policiers en civil de l’Unité régionale San Martín, Felipe Vallese avait vingt-deux ans et se vouait à une intense activité politique au sein de la Jeunesse péroniste et du syndicat de métallos UOM, dont il faisait partie en tant que délégué de l’entreprise de tréfilage TEA.

#### Déroulement
Le 23 août 1962, Felipe Vallese quitta son domicile aux alentours de 23 heures, et prit congé de son frère aîné Ítalo à l’intersection des rues Morelos et Canalejas (actuelle rue Felipe Vallese), puis se dirigea par la rue Canalejas vers la rue Caracas. Arrivé à la hauteur du n°1776, il fut intercepté par plusieurs hommes en civil. Selon la reconstitution faite par les avocats de l’Union ouvrière métallurgique (UOM), Rodolfo Ortega Peña et Eduardo Luis Duhalde (futur secrétaire aux Droits de l’homme de la nation), ces hommes étaient à la recherche d’Alberto Rearte, frère de Gustavo, et l’un des principaux responsables de la Juventud Peronista. Vallese, par un pressentiment ― il avait déjà été mis en garde à d’autres occasions ― s’agrippa de toutes ses forces à un arbre du jardin du n°1776 et cria à l’aide. Pour le faire lâcher prise, ils se mirent à plusieurs pour le battre puis l’introduisirent dans une camionnette. Les quelques voisins venus à la rescousse furent promptement contenus par les policiers avec l’argument qu’en cas d’insistance ils encourraient le même sort. Dans le même temps, sur la Plaza Irlanda, à quelques îlots de là, un autre groupe de policiers embarquait son frère Ítalo. Tous deux furent ensuite transférés au commissariat n°1 de San Martín, dans la banlieue nord-ouest de Buenos Aires. Dans les jours suivants, d’autres camarades et amis de Vallese furent détenus également, au motif que Felipe Vallese était détenteur de tracts, de livres et de propagande péronistes. Tous furent torturés et gardés dans les locaux du même commissariat, où Mercedes Cerviño, une autre détenue, s’entendit dire par Felipe Vallese, dans les souterrains, qu’il « s’était fait démolir » (« me han reventado »). Après un certain temps, Vallese fut extrait de sa geôle par la police et n’y retourna plus.
L’opération policière, lors de laquelle furent interpellés et arrêtés Francisco Sánchez, Osvaldo Abdala, Elba de la Peña, Rosa Salas, Mercedes Cerviño de Adaro et les frères Felipe et Ítalo Vallese, tous militants appartenant à la Résistance  péroniste, avait pour objectif de mettre la main sur les responsables de la mort de deux sergents de police attribuée aux frères Carlos et Gustavo Rearte. Par la suite, la police informa que lors de l’opération menée contre une « faction bolché-péroniste », des tracts furent découverts contenant des slogans qui étaient insultants pour le gouvernement national et qui mettaient en question les prêts récemment consentis par le FMI.
Ce n’est que le 3 septembre, après que leur disparition fut devenue une affaire publique, que les détenus seront officiellement inculpés et que deux juges se saisiront de l’affaire ; ceux-ci déclarèrent fausses les accusations et ordonnèrent la remise en liberté des détenus, après trois mois de séquestration, de torture et d’humiliation. Cependant, Felipe Vallese ne figurait pas sur la liste. Les renseignements que l’on avait pu glaner indiquaient qu’il avait été transféré vers un sous-commissariat à José Ingenieros, puis au commissariat de Villa Lynch, toujours dans la banlieue portègne ; ensuite, on perdait complètement sa trace, et il est supposé qu’il périt lors d’une des séances de torture. Son corps ne fut jamais retrouvé,,.
L’escouade, qui se composait d’une dizaine de policiers et utilisa, selon les témoins, trois véhicules (une Chevrolet, un fourgon et une Fiat 1100), était commandée par l’officier principal Juan Fiorillo, policier de 31 ans, chef de la Brigade des services externes de l’Unité régionale San Martín. Douze ans plus tard, Fiorillo allait rejoindre la Triple A, puis, après le coup d’État de 1976, sera le collaborateur de Ramón Camps, chef de la police provinciale, et de Miguel Osvaldo Etchecolatz, tous deux personnages emblématiques de la répression illégale et du terrorisme d’État sous la dictature militaire, et occupa la fonction de directeur du Commandement des opérations tactiques (COT) et avait son bureau au commissariat n°5 de La Plata. Selon l’Association des anciens détenus disparus, près de 200 personnes enlevées passeront par ce centre clandestin de détention, desquels 62 ne reparaîtront plus. En raison de ses activités au commissariat n°5, Fiorillo fut arrêté en mai 2006 et, sur ordre du juge fédéral Arnaldo Corazza, assigné à résidence dans son domicile de Villa Adelina, dans la banlieue nord-ouest de Buenos Aires, où il mourut avant son jugement, en mai 2008, à l’âge de 76 ans.
Vallese fut l’un des premiers desaparecidos de l’histoire argentine contemporaine, après Joaquín Penina (1901-1930, maçon anarchiste catalan disparu à Rosario), Juan Ingallinella (1912-1955, médecin communiste enlevé par la police de Rosario peu après les événements de juin 1955, sous le deuxième mandat de Perón, puis torturé et disparu),.

#### Réactions
Dès le lendemain de l’arrestation, les dirigeants syndicaux de l’UOM, Augusto Timoteo Vandor et Rosendo García, présentèrent une requête de remise en liberté des détenus, par le biais de l’avocat Fernando Torres, qui avait acquis ces années-là une certaine notoriété par ses efforts inlassables en faveur des prisonniers politiques. Quelques journaux diffuseront la nouvelle des interpellations, le plus éloquent de ceux-ci étant le journal El Mundo, qui relata l’événement en couverture sous le titre accrocheur « Como en Chicago »,.
La police ne voulut jamais admettre que Felipe Vallese faisait partie du groupe des personnes détenues, et se maintint dans ce déni, sans avoir garde aux preuves abondantes apportées par des témoins et par les détenus élargis eux-mêmes, et sans se priver de glisser au passage l’une ou l’autre calomnie destinée à souiller la mémoire du disparu, comme celle notamment que Vallese s’était enfui et menait la grande vie à Cuba.
Pendant que la famille et les amis cherchaient Felipe, le ministère de l’Intérieur informa les médias que le rapport administratif était arrivé à la conclusion que Vallese n’avait jamais été détenu à San Martín ni dans aucune autre zone relevant de l’autorité de la police provinciale à La Plata ; le sous-secrétaire aux Affaires intérieures, Mariano Grondona, était un avocat catholique de 30 ans, qui sera longtemps après l’auteur de plusieurs ouvrages, notamment Los pensadores de la libertad (1986) et Bajo el imperio de las ideas morales (1987). La tentative officielle de couvrir les faits prit la forme d’un communiqué officiel du chef de la police de la province de Buenos Aires, énonçant : « Détenus le 23 août 1962 dans la localité de José Ingenieros, partido de Tres de Febrero, par une escouade du service de rue de l’Unité régionale de San Martín, en exécution des directives de la hiérarchie visant à la prévention et à la répression d’activités subversives et dissolvantes, sous le commandement de Juan Fiorillo ».
Les efforts entrepris pour retrouver Vallese, ou pour seulement connaître le sort réservé à son cadavre, se heurteront à un mur de silence et seront, en raison de l’impunité et de la complicité des forces de répression, voués à l’échec. Dans la suite, les avocats Rodolfo Ortega Peña et Eduardo Luis Duhalde rédigèrent une brochure narrant la tragédie de Vallese. Le journaliste Pedro Leopoldo Barraza s’appliqua dans une série d’articles à examiner systématiquement et méticuleusement les détails de la séquestration et disparition de Vallese, et fournit des preuves accablantes contre le commissaire Juan Fiorillo, désigné non seulement comme le chef de l’opération, mais encore comme l’homme qui prit part personnellement aux séances de torture qui coûtèrent la vie à Vallese. Barraza et Ortega Peña seront assassinés en 1974 par la Triple A.

## Hommages

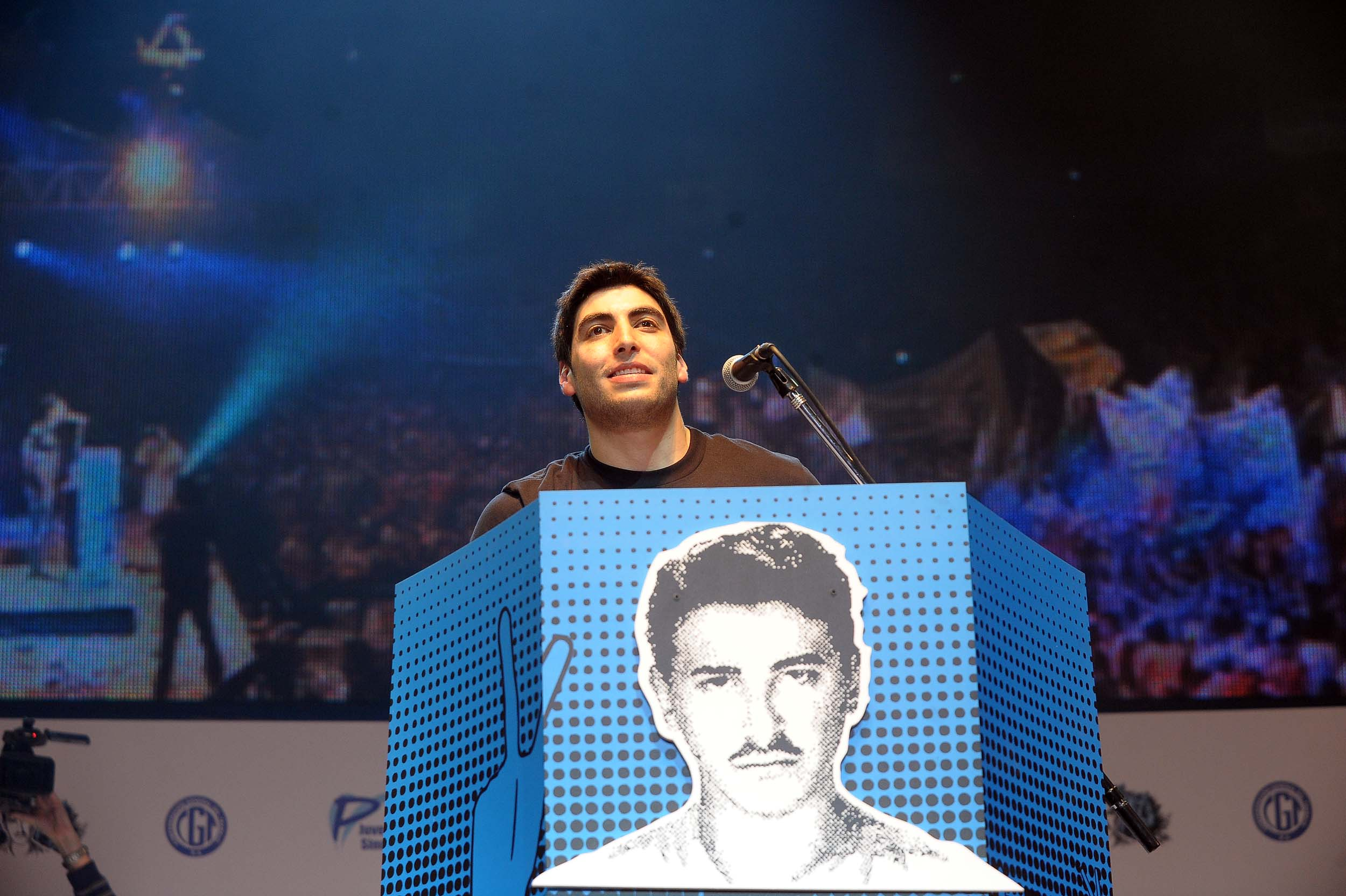
Le député fédéral Facundo Moyano lors d’une cérémonie d’hommage à Felipe Vallese, organisée par la Jeunesse syndicale à l’occasion du 50e anniversaire de sa disparition (2012).

La CGT et divers cercles péronistes honorent le nom de Felipe Vallese comme un symbole de la résistance péroniste. Des mouvements ouvriers, estudiantins et sociaux, des rues, des salles de fêtes d’organisations syndicales etc. ont été baptisés à son nom ; en particulier, la rue anciennement nommée Calle Canalejas à Buenos Aires, où il fut enlevé, porte aujourd’hui (2017) son nom, de même que la salle des fêtes de la CGT avenue Azopardo. Les associations universitaires argentines qui se réclament de l’exemple de Felipe Vallese sont : l’Agrupación Felipe Vallese de la faculté des sciences sociales de l’université de Buenos Aires, l’Agrupación Felipe Vallese de la faculté de philosophie et lettres de l’université nationale de Cuyo, et l’Agrupación Felipe Vallese des diplômés de l’université nationale de Quilmes.
Une chanson le prenant pour sujet devint célèbre : « Un grito que estremece, Vallese no aparece » (Un cri qui fait tressaillir, Vallese n’apparaît pas).